# Río Winnipeg
El río Winnipeg (del inglés: Winnipeg  River); en francés: Rivière Winnipeg es un corto río de Canadá que conecta el lago de los Bosques, en la provincia de Ontario, con el lago Winnipeg, en la provincia de Manitoba (y cuyas aguas finalmente desembocan en la bahía de Hudson a través del río Nelson). Tiene una longitud de 235 km (desde la presa de Norman, en Kenora, hasta su desembocadura en el lago  Winnipeg) y drena un gran área de 150.000 km², principalmente en Canadá (29.000 km² de la  cuenca pertenecen a los EE. UU. al norte de Minnesota). (La cuenca es mayor que países como Grecia, Nicaragua, Bangladés o Nepal).

## Geografía

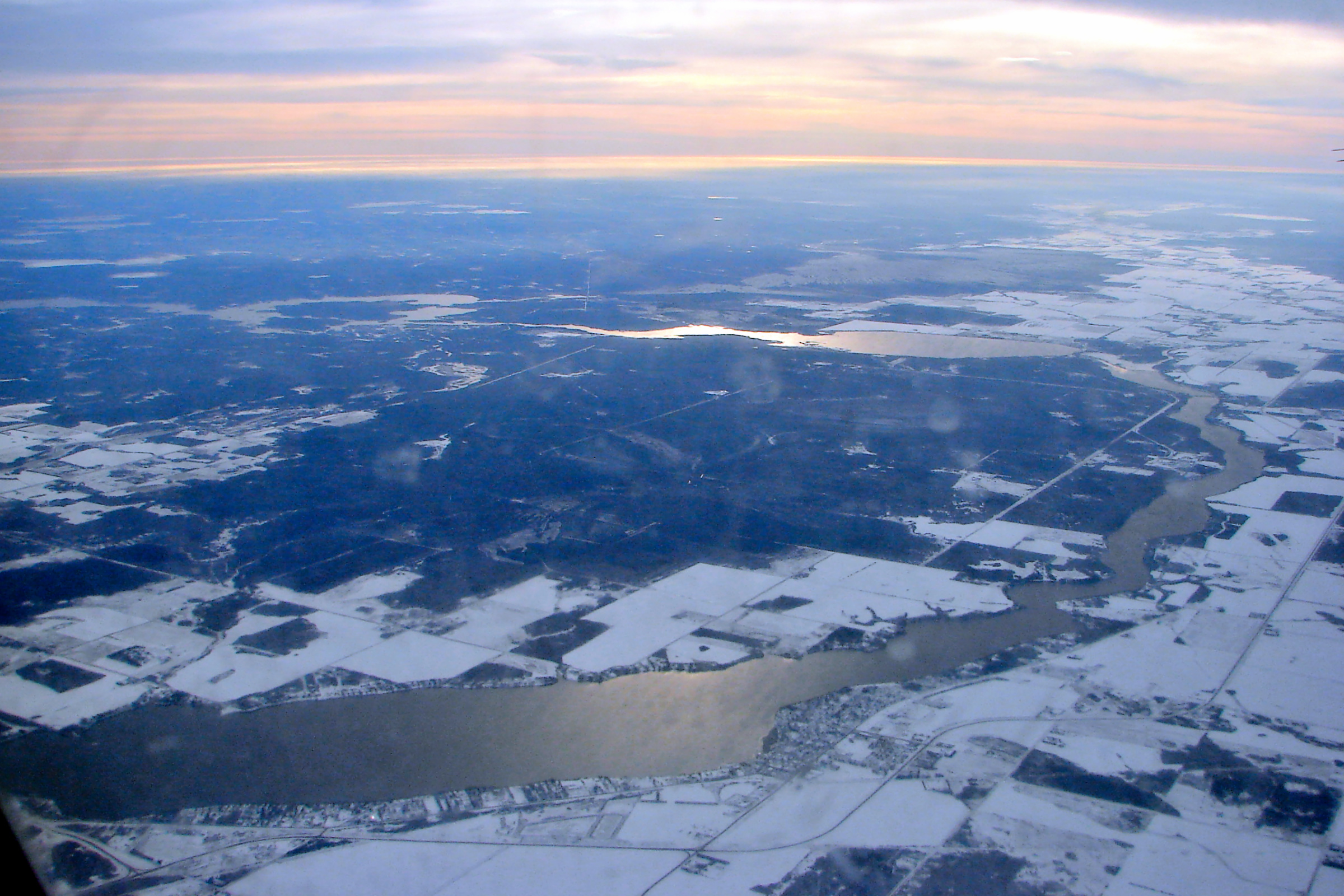
Rio Winnipeg en Lac du Bonnet, Manitoba

A lo largo de las orillas del río Winnipeg hay bastantes comunidades modernas, siendo las más destacadas Lac du Bonnet (1009 hab. en 2006), Pinawa, Powerview y Pine Falls, en Manitoba; y Kenora, Minaki y Whitedog, en Ontario. En esta última, en Whitedog, viven los wabaseemoong, una de las naciones originarias de Canadá.
En Manitoba, el río Winnipeg está embalsado por 5 presas hidroeléctricas: La Pointe du Bois, en Pointe du Bois; Slave Falls, pocos kilómetros aguas abajo; Seven Sisters Falls, en Seven Sisters; MacArthur Falls; Great Falls Generating Station; y Pine Falls, en Powerview. En Ontario hay dos presas, en Kenora y en Whitedog Falls.
También hay muchos lagos a lo largo del río Winnipeg, donde el río se ensancha, incluyendo Nutimik , Eleanor , Dorothy, Margaret , Natalie y el Lac du Bonnet, todos en Manitoba, y Gun, Roughrock y Sand, en Ontario. Los lagos Nutimik, Dorothy y Margaret están totalmente dentro del Parque Provincial Whiteshell. 
Los principales tributarios de la cuenca del Winnipeg, que incluye al lago homónimo, son los ríos Rainy (de 137 km, que desagua en el lago), Black Sturgeon, English (615 km), Bird, Lee,  Whiteshell, Whitemouth  y Mcfarlane.
El río Winnipeg está gestionado por la Junta de Control del Lago Woods (Lake of the Woods Control Board), que mantiene un sitio web con descripciones detalladas de la cuenca del río y las características del flujo del agua .

## Historia

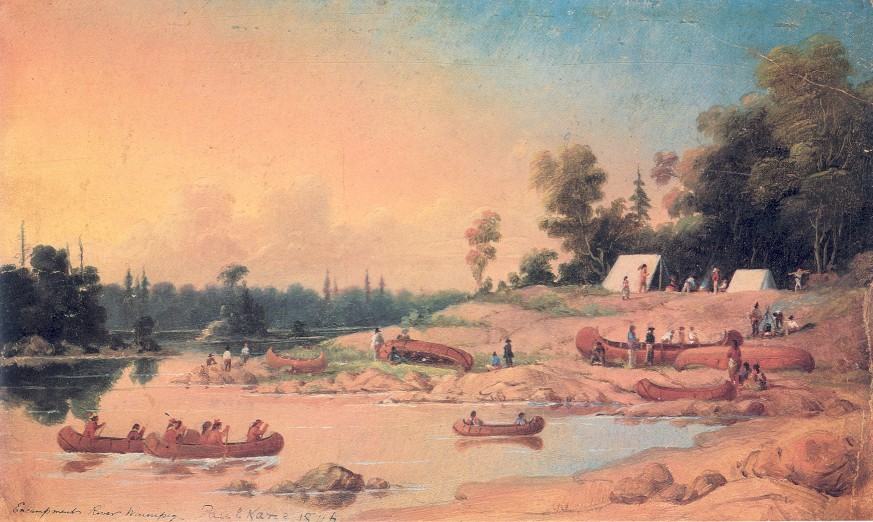
Encampment, Winnipeg River (1846) (Campamento río Winnipeg), de Paul Kane

La cuenca del río Winnipeg se extiende hasta unos 100 kilómetros al oeste del lago Superior. La cuenca del río Winnipeg fue la mayoría de la parte sureste de tierras concedidas a la Compañía de la Bahía de Hudson en 1670. 
El río Winnipeg se convirtió en una importante ruta de transporte hacia el oeste de Canadá para los comerciantes de pieles y exploradores. Los primeros europeos en explorar el río se cree que fueron dos de los hijos del explorador francés La Vérendrye, Jean-Baptiste y Pierre. Los largos viajes en canoa y botes continuaron a lo largo del río durante cientos de años hasta que fue construido el ferrocarril del Pacífico (Canadian Pacific Railway) a través del país en el siglo XIX.
La ruta del río fue utilizada por los nativos durante miles de años y se convirtió en una de las principales rutas del comercio de pieles durante cientos de años. Es la única vía de agua importantes entre lo que hoy es el sur de Manitoba y Ontario, que permitía a los nativos fácilmente ir en canoa en ida y vuelta. La ruta del río Rojo del Norte estaba mucho más al sur y con un portage más largo. La Verendrye fue uno de los primeros exploradores que estableció fuertes para el comercio de pieles cerca de los campamentos nativos de la zona. El sistema del río Winnipeg a través del Parque Provincial Whiteshell (de 2 729 km²) tiene muchas petroformas cerca de la horquilla del río Whiteshell, donde ambos ríos se encuentran. Estas petroformas son un antiguo recordatorio de la importancia que tuvo la zona en los viajes, comercio, ceremonias, cosecha y asentamientos nativos.
La parte canadiense de la cuenca corresponde aproximadamente con la tierra escriturada a Canadá en el Tratado 3, firmado por los comisionados del tratado de Su Majestad y los jefes de las primeras naciones (First Nations) en el Northwest Angle, en el lago de los Bosques, en 1873. El nombre del río significa «aguas turbias» en idioma cree.